# بورفؤاد
بُورفُؤاد مدينة مصرية تتبع محافظة بورسعيد وتمثل الشطر الآسيوي لهذه المحافظة الأفروآسيوية، إذ تقع بورفؤاد على ساحل البحر المتوسط في الركن الشمالي الغربي لشبه جزيرة سيناء. يحدها شرقا محافظة شمال سيناء وجنوبا الإسماعيلية.

## التسمية
سُمّيت مدينة بورفؤاد بهذا الاسم نسبة للملك فؤاد ولكونها ميناء بحريًا.

## الجغرافيا
تبلغ مساحة المدينة 511 كيلو متر مربع.

## تاريخ بورفؤاد
أنشئت بورفؤاد سنة 1920، وكان يقطنها في بداية الأمر 800 شخص من الأجانب الذي يعملون بورش شركة قناة السويس وقد صممت على الطراز الفرنسي وافتتحت في 21 ديسمبر 1926م وسُمّيت بذلك نسبة إلى الملك فؤاد الأول.
كانت مدينة بورفؤاد الحي السابع لمدينة بورسعيد إلى أن تم إعلانها مدينة بقرار من رئيس الوزراء السيد أحمد نظيف رقم 651 لسنة 2010 في مارس 2010.

## منشآت في بورفؤاد

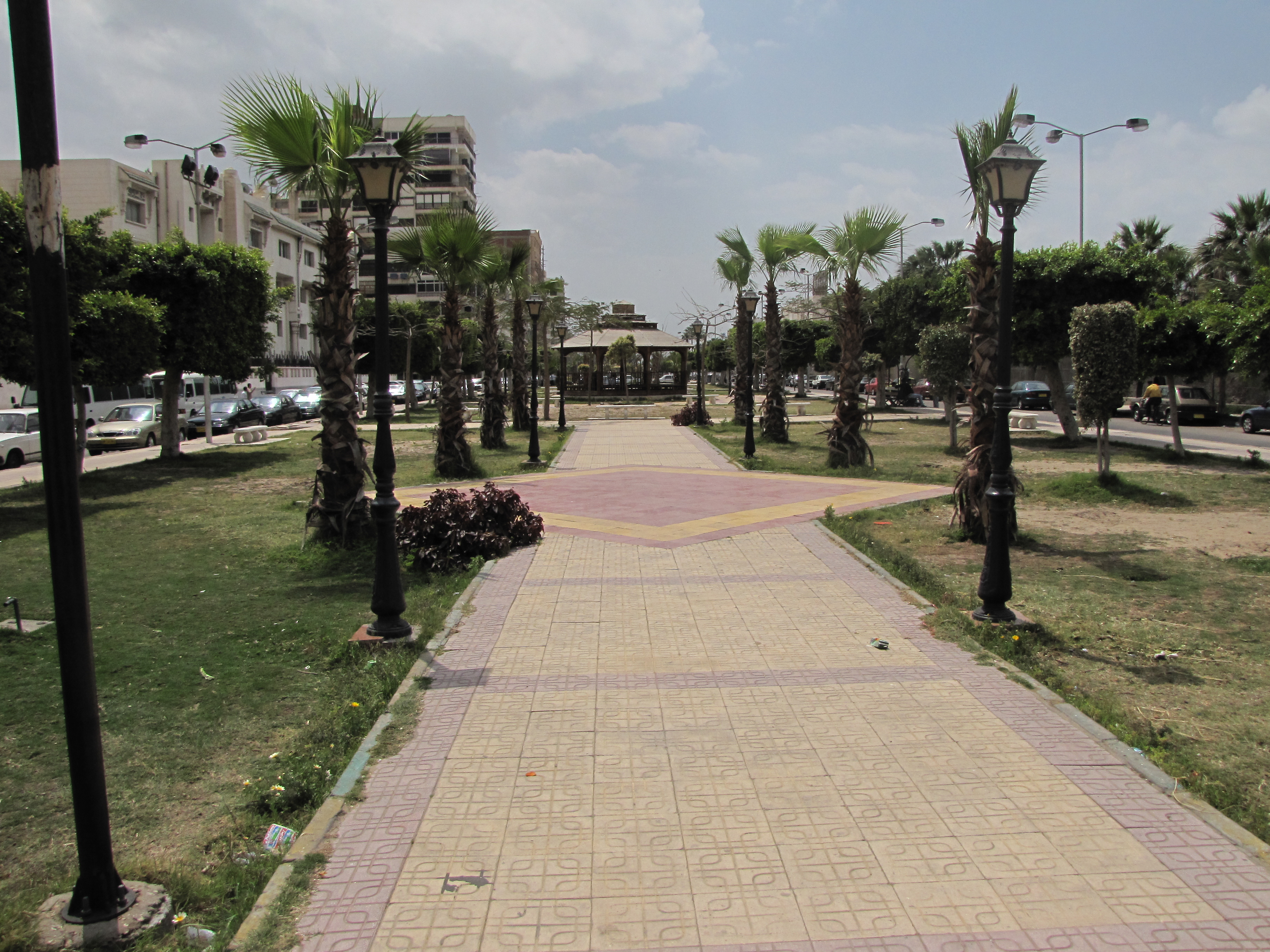
بور فؤاد

### منشاّت جامعية
- الأكاديمية العربية للعلوم والتكنولوجيا والنقل البحري.
- كلية التجارة جامعة بورسعيد.
- كلية الهندسة جامعة بورسعيد.
- كلية التربية الرياضية جامعة بورسعيد.

### فنادق وقرى سياحية
- فندق هلنان بورفؤاد.

### مشروع الملاحات
وهو موقع لاستخراج ملح الطعام من المياه المالحة، وذلك من خلال الحجر عليها في بحيرات وتركها لأشعة الشمس كي تجفف الماء فيبقى الملح خالصا، وتبلغ مساحتها الحالية حوالي 7 آلاف فدان.

### نادي بورفؤاد الرياضي
نادي بورفؤاد يعد أقدم الأندية في مصر، إذ تم إنشاؤه في عام 1902 قبل تاريخ افتتاح المدينة ذاتها عام 1926، وكذا قبل إنشاء نادي المصري النادي الأشهر والأكثر شعبية في محافظة بورسعيد والذي أنشئ عام 1920.

### مسجد بورفؤاد الكبير

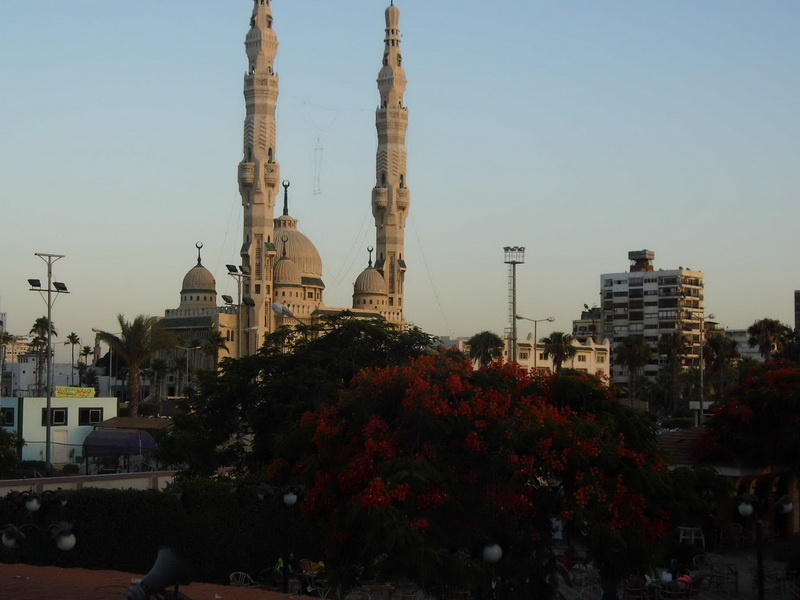
المجمع الإسلامي

وهو أول مسجد أقيم ببورفؤاد والمنبر بداخله من أيام الملك فاروق الأول.[بحاجة لمصدر]

### مساجد
المجمع الإسلامي ويطل على قناة السويس من الناحية الأخرى لميناء مبنى هيئة قناة السويس ويصل ارتفاع مئذنته إلى 160 متر.
توجد مساجد أخرى في مدينة بورفؤاد منها :
- مسجد الشعراوي
- مسجد حمزة
- مسجد السيدة خديجة
- مسجد الوهاب
- مسجد الفردوس

### ميناء شرق بورسعيد
يقع ميناء شرق بورسعيد في موقع فريد على المدخل الشمالي الشرقي للتفريعة الشرقية لقناة السويس، وسط حركة التجارة العالمية بين الشرق والغرب. يتميز الميناء بمعدل انحراف صفر ومساحة ضخمة مع القابلية للتوسع. يحده شرقاً بحيرة الملاحة، وغرباً التفريعة الشرقية لقناة السويس، وتبلغ مساحته الحالية 72 كم². يتكون المخطط العام للميناء من ثلاث مراحل، تنضمن المرحلة الأولى إنشاء عدد 8 محطة متنوعة بطول أرصفة تبلغ 8 كم والتي انتهت في عام 2012، وتنضمن المرحلة الثانية إنشاء عدد 15 محطة متنوعة بطول أرصفة تبلغ 16 كم وتنتهي خلال عام 2020، فيما تنضمن المرحلة الثالثة إنشاء عدد 21 محطة متنوعة بطول أرصفة تبلغ 25 كم وتنتهي خلال عام 2030.